# Astragalus xiphoides
Astragalus xiphoides är en ärtväxtart som först beskrevs av Rupert Charles Barneby, och fick sitt nu gällande namn av Rupert Charles Barneby. Astragalus xiphoides ingår i släktet vedlar, och familjen ärtväxter. Inga underarter finns listade i Catalogue of Life.